# Kirsten Vangsness
Kirsten Vangsness (Pasadena, Califòrnia, 7 de juliol de 1972) és una actriu, guionista i dramaturga estatunidenca, coneguda principalment pel seu paper de la tècnica analista de l'FBI Penelope García a la sèrie Criminal Minds, així com també a la sèrie derivada Criminal Minds: Suspect Behavior i Criminal Minds: Beyond Borders.

## Biografia
És filla de Barbara Mary (de soltera, Marconi), d'ascendència italiana, i d'Errol Leroy Vangsness, de noruega. Tot i que va néixer a Pasadena va créixer a Porterville i posteriorment es va traslladar a Cerritos, on es va graduar a l'institut el 1990 abans d'anar al col·legi universitari a Cypress (Califòrnia). L'any 1996 es va graduar a la Universitat Estatal de Califòrnia a Fullerton (Califòrnia).
De petita es va iniciar en la interpretació per a superar la seva timidesa, i fent teatre va aconseguir diversos guardons, entre els quals el 15 Minutes of Female Best Actress Award, el premi del Los Angeles Drama Critics a la millor actriu còmica emergent, i el Golden Betty Award.
Des de 2014 ha coescrit amb Erica Messer tres episodis de Criminal Minds: "Nelson's Sparrow" (2014), "A Beautiful Disaster" (2015), i "Spencer" (2016).
Vangsness es descriu com "tan queer com un unicorn lila cantant Madonna". Va tenir una relació sentimental de set anys amb l'editora Melanie Goldstein que va finalitzar el 2013. Més tard es va comprometre amb l'actor i escriptor Keith Hanson.

## Filmografia
| Any          | Títol                               | Personatge                  | Notes                                     |
| ------------ | ----------------------------------- | --------------------------- | ----------------------------------------- |
| 1998         | Sometimes Santa's Gotta Get Whacked | fada de les dents           | curtmetratge                              |
| 2004         | Phil of the Future                  | Veronica                    | sèrie de TV; episodi: "Age Before Beauty" |
| 2004         | LAX                                 | Ticket Agent / Stephanie    | sèrie de TV; 3 episodis                   |
| 2005–present | Criminal Minds                      | Penelope García             | sèrie de TV; 309 episodis                 |
| 2006         | A-List                              | Blue                        | pel·lícula                                |
| 2008         | Tranny McGuyver                     | reportera de notícies de TV | curtmetratge                              |
| 2009         | Scream of the Bikini                | interiorista                | pel·lícula                                |
| 2010         | In My Sleep                         | Madge                       | pel·lícula                                |
| 2010         | Vampire Mob                         | Laura Anderson              | sèrie de TV                               |
| 2010–2012    | Pretty the Series                   | Meredith Champagne          | sèrie de TV; 14 episodis                  |
| 2011         | Sarina's Song                       | invitada de la festa        | curtmetratge                              |
| 2011         | The Chicago 8                       | artista                     | pel·lícula                                |
| 2011         | Criminal Minds: Suspect Behavior    | Penelope García             | sèrie de TV; 13 episodis                  |
| 2011–2013    | Good Job, Thanks!                   | terapeuta                   | sèrie de TV; 2 episodis                   |
| 2012         | Remember to Breathe                 | veu de la jove Alice        | curtmetratge                              |
| 2013         | Shelf Life                          | Freaky Squeaky              | websèrie; 6 episodis                      |
| 2015         | Kill Me, Deadly                     | Mona Livingston             | pel·lícula                                |
| 2016         | Diane & Devine Meet the Apocalypse  | Fawn                        | pel·lícula                                |
| 2016-2017    | Criminal Minds: Beyond Borders      | Penelope García             | sèrie de TV; 2 episodis                   |
| 2017         | Axis                                | Heather (veu)               | pel·lícula                                |
| 2017         | Dave Made a Maze                    | Jane                        | pel·lícula                                |